# Hymn Nowej Zelandii
God Defend New Zealand – hymn państwowy Nowej Zelandii na równi z hymnem królewskim God Save the King. Został on przyjęty w 1940 roku. Słowa angielskie napisał Thomas Bracken, słowa maoryskie Thomas Henry Smith, a muzykę skomponował John Joseph Woods.
wersja maoryska
E Ihowä Atua, 

O ngä iwi mätou rä 

Äta whakarongona; 

Me aroha noa 

Kia hua ko te pai; 

Kia tau tö atawhai; 

Manaakitia mai 

Aotearoa 

 

Öna mano tängata 

Kiri whero, kiri mä, 

Iwi Mäori Päkehä, 

Repeke katoa, 

Nei ka tono ko ngä hë 

Mäu e whakaahu kë, 

Kia ora märire 

Aotearoa 

 

Töna mana kia tü! 

Töna kaha kia ü; 

Töna rongo hei pakü 

Ki te ao katoa 

Aua rawa ngä whawhai 

Ngä tutü a tata mai; 

Kia tupu nui ai 

Aotearoa 

 

Waiho tona takiwä 

Ko te ao märama; 

Kia whiti töna rä 

Taiäwhio noa. 

Ko te hae me te ngangau 

Meinga kia kore kau; 

Waiho i te rongo mau 

Aotearoa 

 

Töna pai me toitü 

Tika rawa, ponu pü; 

Töna noho, tana tü; 

Iwi nö Ihowä. 

Kaua möna whakamä; 

Kia hau te ingoa; 

Kia tü hei tauira; 

Aotearoa
wersja angielska
God of Nations at Thy feet, 

In the bonds of love we meet, 

Hear our voices, we entreat, 

God defend our free land. 

Guard Pacific's triple star 

From the shafts of strife and war, 

Make her praises heard afar, 

God defend New Zealand. 

 

Men of every creed and race, 

Gather here before Thy face, 

Asking Thee to bless this place, 

God defend our free land. 

From dissension, envy, hate, 

And corruption guard our State, 

Make our country good and great, 

God defend New Zealand. 

 

Peace, not war, shall be our boast, 

But, should foes assail our coast, 

Make us then a mighty host, 

God defend our free land. 

Lord of battles in Thy might, 

Put our enemies to flight, 

Let our cause be just and right, 

God defend New Zealand. 

 

Let our love for Thee increase, 

May Thy blessings never cease, 

Give us plenty, give us peace, 

God defend our free land. 

From dishonour and from shame, 

Guard our country's spotless name, 

Crown her with immortal fame, 

God defend New Zealand. 

 

May our mountains ever be 

Freedoms ramparts on the sea, 

Make us faithful unto Thee, 

God defend our free land. 

Guide her in the nations' van, 

Preaching love and truth to man, 

Working out Thy glorious plan, 

God defend New Zealand.